# Suzanne Giraud
Pour les articles homonymes, voir Giraud.
Pour les articles ayant des titres homophones, voir Suzanne Girault et Suzanne Girod.
Suzanne Giraud (née le 31 juillet 1958 à Metz) est une compositrice française de musique contemporaine. Ses œuvres sont marquées par une prédilection pour la percussion, la voix et les cordes ; elles résonnent de ses inspirations plastiques, poétiques et architecturales.

## Biographie

### Enfance
Née à Metz, Suzanne Giraud a grandi à Strasbourg,  dans un environnement artistique, aux fortes influences musicales et littéraires. Son éveil à la musique se fait par les œuvres de Bach, Haydn, Beethoven ou Chopin, avec très tôt une préférence marquée pour celle de Mozart.

### Formation
À l’âge de 8 ans, elle entre au Conservatoire de Strasbourg ; elle étudie le solfège, le piano, le violon, l’alto, l’écriture musicale, l’accompagnement, la musique de chambre, ainsi que l’orchestre en tant qu’altiste, puis comme apprentie cheffe ; elle découvre l’école de Vienne, Messiaen et ses successeurs, première porte ouverte sur la modernité. Après un cycle universitaire en linguistique, elle entre au CNSMDP en 1977 ; elle y suit les enseignements d’analyse, d’harmonie, de contrepoint, d’orchestration et de composition ainsi que celle de direction d’orchestre ; elle sort diplômée dans ces disciplines.
Suzanne Giraud multiplie ses apprentissages auprès de Claude Ballif, Jacques Lejeune et Philippe Mion au Groupe de Recherches Musicales (GRM), d’Hugues Dufourt et de Tristan Murail ; elle fréquente l’Itinéraire et 2E2M qui sont les premiers ensembles à interpréter ses œuvres ; elle reçoit aussi les conseils de Iannis Xenakis. Remarquée par Franco Donatoni, Suzanne Giraud entre à l’Accademia Chigiana de Sienne ; elle s’y perfectionne en composition, ainsi qu’en direction d’orchestre avec Franco Ferrara.
En 1984, elle est nommée pour deux années à la Villa Médicis ; à Rome, elle fait la connaissance de Giacinto Scelsi, dont elle restera proche, et participe aux activités de la Fondation Scelsi. Elle fréquente également les cours d’été de Darmstadt où elle côtoie Morton Feldman, Horatiu Radulescu, Brian Ferneyhough.

### Carrière
Suzanne Giraud bénéficie d’importantes commandes de l’Ensemble Intercontemporain, Radio France, l’État français, Musique Nouvelle en Liberté, Festival Musica de Strasbourg, Festival de Dresde, Festival Ars Musica de Bruxelles, Proquartet, Festival Présences Féminines, Ie Quatuor Arditti, le Quatuor Manfred, Festival de Perpignan, Ensemble Orchestral de Paris, Orchestre National de France, Opera-Théâtre de Metz-Métropole, The Danish Chamber Players, le NYME New York Metropolitan Ensemble, etc.
Elle est invitée au Théâtre Almeida à Londres, à l’Orchestre de la Résidence de la Haye, à la Köln Akademie der Künstler, à la Berlin Akademie der Künste, à Genève, Lausanne, Darmstadt, Cardiff, Sienne, Sarrebruck, Dresde et Salzbourg, ainsi que dans de nombreux festivals et saisons en France et en Europe, Festival International de Fribourg, Festival de la Villa Médicis, Perpignan Aujourd’hui Musiques, Festival Musicalta Pfaffenheim, Festival Musica de Strasbourg, Festival Les Musiques de Marseille, etc. 
Elle collabore avec des ensembles et des interprètes prestigieux : le Quatuor Arditti, le Quatuor Diotima, le Quatuor Manfred, le Trio Sora, le Trio à cordes de Paris, l’Orchestre de Chambre National de Toulouse, l’Orchestre d’Auvergne, l’Orchestre Philharmonique de Radio France, l’Orchestre des Pays de Savoie, l’Ensemble Accroche-Note, l’Ensemble de l’Itinéraire, l’Ensemble Intercontemporain, L’ensemble 2E2M, Les Siècles, les Percussions de Strasbourg, Kent Nagano, Philippe Jaroussky, François-Xavier Roth, Stéphane Tran Ngoc, Anne Gastinel, Thierry Miroglio, Joëlle Léandre, Jean-Philippe Collard, Graziella Contratto, Sandrine Sutter, Jean-Paul Bonnevalle, etc.
Elle aime multiplier les expériences et composer pour des ensembles diversifiés : instruments seuls, duos, trios, quatuors, quintettes, ensembles instrumentaux ou mixant instruments et voix, ensembles vocaux, percussions, orchestre, opéra, etc.
Elle compose également pour les enfants. Au fil des commandes, on trouve plusieurs œuvres pédagogiques dans son catalogue : Le Singe, la Banquise et le Téléphone portable en 2005, Fables la même année et, en 2019, Perpetuum Mobile pour les orchestres de DEMOS Île-de-France.
Elle a produit durant deux ans, de 1991 à 1993, une émission sur France Musique, Les mots et les notes, en collaboration avec Jean-Yves Bosseur, programme dédié à l’Europe musicale de la Renaissance, entre autres.
La Fondazione Isabella Scelsi l’a invitée à Rome en novembre 2005 pour une programmation de sa musique et pour parler de Giacinto Scelsi, (hommage transmis en direct par la RAI).
En 2007/2008, Suzanne Giraud a été compositrice en résidence au Conservatoire supérieur de Genève, puis auprès de l’Orchestre d’Auvergne et de son chef Arie van Beek.

### Enseignement
Suzanne Giraud donne ses premiers cours dès l’âge de 16 ans, dans une MJC d’un quartier dit « défavorisé » de Strasbourg ; durant deux ans, elle initie les enfants au piano et à la musique. Puis elle est embauchée au Conservatoire de Strasbourg où elle enseigne le piano ; elle part ensuite en Île-de-France et enseigne l’écriture, l’histoire de la musique, la préparation à l’épreuve du baccalauréat et l’analyse. 
À Paris, au CNSMDP, Alain Louvier lui confie une classe pluridisciplinaire d’écriture cycle court. Elle y enseigne, en particulier, le contrepoint de la Renaissance.  
Elle devient ensuite directrice du Conservatoire du 20ème arrondissement de Paris où elle conduit le projet de classes à horaires aménagés théâtre pour collégiens et crée un studio de création électroacoustique et un studio de synthèse et composition assistées par ordinateur.
Elle revient à la pédagogie et rejoint le Conservatoire à Rayonnement Régional de Paris en tant que professeure de composition et de culture musicale contemporaine. À partir de 2011, elle anime un Atelier contemporain ouvert à tous, désormais intégré et obligatoire dans les cursus diplômants de composition du conservatoire, qui permet aux élèves du CRR d’appréhender la musique contemporaine, de développer l’écoute et l’échange avec des compositrices et des compositeurs vivants, rencontres également ouvertes au public intéressé.

## Inspiration
Parmi les sources d’inspiration de Suzanne Giraud, la littérature, l’architecture, la Renaissance. Marguerite de Navarre, Le Titien, Le Caravage, Miguel de Cervantès, Mellin de Saint-Gelais, Joachim du Bellay, Michel Leiris, Pascal Quignard, J.R.R.Tolkien, Pétrarque, Edgar Allan Poe, sont quelques-unes de ses références. 
Son catalogue en est le reflet : L’Offrande à Vénus, inspiré d’une toile du Titien ; Jaffa, sur un tableau d’Antoine-Jean Gros ; To one in Paradise, sur un poème d’Edgar Poe ; Qu’as-tu vu dans le vaste monde ? tiré de Mellin de Saint-Gelais ; Petrarca, recueil de madrigaux sur des sonnets de Pétrarque ; La musique nous vient d’ailleurs, d’après Le Seigneur des anneaux de J.R.R. Tolkien, etc. 
Elle a travaillé avec des auteurs contemporains ; à cinq reprises, avec Pascal Quignard, notamment Johannisbaum en 2011, Le chant du Marais en 2017, Les enfants du Marais en 2019 ; avec Dominique Fernandez pour l’opéra Caravaggio dont elle a co-écrit le livret et où Philippe Jaroussky interprète le rôle-titre ; avec Olivier Py, pour la création de l’opéra Le Vase de Parfums.
Pratiquant elle-même la poésie, elle met en musique ses propres vers (Bleu et ombre, Liesse)

## Œuvre
Férue de littérature, classique et contemporaine, d’arts et d’architecture, formée à la linguistique et à une grande diversité de techniques d’écriture musicale, depuis la polyphonie de la Renaissance jusqu’à la musique spectrale, Suzanne Giraud puise dans ce terreau la matière d’une musique dense et exigeante.
Elle crée chaque oeuvre sans aucune reprise de ce qui a été composé précédemment. Son inspiration est principalement littéraire. 
Très jeune, Suzanne Giraud a fait partie de formations dans le rang des altistes. Elle connait bien le fonctionnement de l'orchestre, l’équilibre avec les autres pupitres, les cordes, les vents, les bois, les cuivres, les percussions, et comprend le travail du chef d’orchestre. 
Elle a une prédilection pour la voix. Elle a beaucoup déchiffré les parties de piano en même temps que les parties de voix, encouragée à chanter elle-même par son professeur de déchiffrage. Avec une de ses sœurs, elle a interprété la plupart des Lieder de Franz Schubert, de Robert Schumann, d’Hugo Wolf, de Johannes Brahms, aidée par sa pratique de l’allemand.

## Prix
Ses œuvres reçoivent plusieurs prix et récompenses : 
- 1987, prix Georges Enesco de la SACEM
- 1988, prix Georges-Bizet de l'Académie des beaux-arts
- 1989, sélection de la Tribune internationale de l'UNESCO
- 1986 à Budapest et 1998 à Manchester, sélections de la Société internationale pour la musique contemporaine (SIMC)

## Catalogue

### Solo
- 2011, Les Parhélies, piano, 10' - Dédicataire et Commanditaire : Saint-Gobain - Création : 4 décembre 2012, Paris Cité de la Musique, Hugues Leclère
- 2005, Sensations du réveil, cor, 10′
- 2002, Afin que sans cesse je songe, flûte, 22′ - Création : 18 juillet 2002, Festival Musicalta Pfaffenheim, Berten d’Hollander
- 1999, Éclosion, guitare, 8′ - Dédicataire : Vladimir Mikulka - Création : 1er avril 2000, Festival International de Fribourg, Vladimir Mikulka
- 1999, Zéphyr, piano, 15′ - Dédicataire/Commanditaire : Georges Kan - Création : 20 novembre 2000, Festival Aujourd’hui Musiques de Perpignan, D. Taouss
- 1996, Envoûtements, violon, 8′30 - Dédicataire : Irvine Arditti - Création : 29 septembre 1996, Strasbourg. Festival Musica, Irvine Arditti
- 1990, L’œil et le jour, percussion, 14′
- 1983, Tentative univers, percussion, 40’ - Création : 23 juin 1983, Radio France, Daniel Ciampolini

### Duo
- 2020, Orée, flûte & piano, 8′30 ‘’ - Dédicataire :  Francesca Caccini - Commanditaire : Festival Présences féminines - Création : 22  Octobre 2021
- 2013, Es steht das nichts in der Mandel, 2 altos, 13′ - Commanditaire : Odile Auboin & Carole Dauphin - Création : 19 décembre 2013, Conservatoire à Rayonnement régional de Paris, Odile Auboin, Carole Dauphin
- 2008, Cent-trois notes, violon & clarinette, 5′ - Dédicataire et Commanditaire : Erik Carlson - Création : New York, NYME New York Metropolitan Ensemble
- 2004, D’une hélice, flûte & harpe, 10' - Dédicataire et Commanditaire : Isabelle Giraud - Création : 24 juillet 2004, Usson-en-Forez, Isabelle Giraud, Elise Estavoyer
- 2002, Duos pour Prades, clarinette & violoncelle, 16′ - Dédicataire et Commanditaire : Pablo Casals in memoriam, Festival Pablo Casals de Prades - Création : 5 Août 2003, Prades, Festival Pablo Casals, Michel Lethiec et Arto Noras
- 2000, Élaboration, alto & piano, 10′ - Dédicataire et Commanditaire : Vincent Royer et Jean-Philippe Collard - Création : 28 février 2001, Köln Akademie der Künstler, Vincent Royer, Jean-Philippe Collard
- 1997, Envoûtements II, flûte & marimba, 10′ - Dédicataire : Jacques Ménetrey  - Commanditaire : Ensemble Orchestral de Paris - Création : 20 mars 1997, Paris Opéra comique, Clara Novakova, Jean Geoffroy

### Duo avec voix
- 2018, L’Albatros, baryton & violon, 6′30’’ - Création : 29 janvier 2019, Paris, Stéphane Tran Ngoc
- 2002, Le Bel été, baryton & piano, 8' - Textes : Yves Bonnefoy - Commanditaire : La Péniche Opéra - Création : 23 mai 2003, La Péniche Opéra, Matthieu Lécroart, baryton et Emmanuel Olivier, piano
- 1993, Bleu et ombre, voix et contrebasse, 12′ - Dédicataire & commanditaire : Joëlle Léandre, État français - Création : 22 juin 1994, Berlin Akademie der Künste, Joëlle Léandre

### Trio
- 2023, Caressant, piano, violon & violoncelle, 10′ - Commanditaire : Radio France - Création : 10/16 avril 2023, La Seine Musicale, Maison de la Radio et de la Musique, France Musique, Trio Sora, Fanny Fheodoroff, violon ; Angèle Legasa, violoncelle ; Pauline Chenais, piano
- 2017, D’un vanneur de blé aux vents, violon, violoncelle & clarinette, 6′ - Création : 9 mars 2017, Théâtre Rutebeuf, Clichy
- 1995, Orphée, flûte, hautbois & violoncelle, 5’ - Création : 12 juillet 1995, Festival off d’Avignon, Ensemble Carpe Diem
- 1991, Trio à cordes, violon, alto & violoncelle, 14’ - Dédicataire/Commanditaire : Charles FREY, Radio France Présences - Création : 11 janvier 1992, Radio France, Trio à cordes de Paris
- 1989, Épisode en forme d’oubli, clarinette en sib, marimba & contrebasse à quatre cordes, 5’ - Commanditaire : Centre Acanthes - Création : 24 juillet 1989, Avignon Palais des Papes, Ensemble du CNSM

### Trio avec voix
- 1997, Envoûtements III, soprano, clarinette & percussion, 10’ - Livret : Jeremy Drake - Commanditaire : Festival de Dresde - Création : 3 octobre 1997, Dresde, Ensemble Accroche-note
- 1982/86, Voici la lune, mezzo-soprano, flûte & piano, 8’ - Création : 28 juillet 1986, Darmstadt, L. Jablow, Céline Nessi, T. Welbourne

### Quatuor
- 2020, Impulse, 2 violons, alto & violoncelle, 23′ - Commanditaire : Opéra de Limoges, festival Présences féminines & ProQuartet, centre européen de musique de chambre - Création : 29 juillet 2021, Opéra de Limoges, quatuor Tana
- 2006, Augenmusik, 2 violons, alto & violoncelle, 6′ - Dédicataire & commanditaire : 20 ans du Quatuor Manfred - Création : 16 juin 2006, Dijon, Quatuor Manfred
- 2004, Quatuor n°3 Peter Schlemihl, 2 violons, alto & violoncelle, 16’ - Dédicataire & Commanditaire : Quatuor Manfred - Création : 24 juin 2004, Dijon, Quatuor Manfred
- 1997, Envoûtements IV, 2 violons, alto & violoncelle, 10′ - Dédicataire : Irvine Arditti - Création : 4 octobre 1997, Strasbourg Musica, Quatuor Arditti
- 1995, Comme un murmure amoureux, flûte, hautbois, cor & violoncelle, 11’ - Création : 13 juin 1995, Cluj Roumanie, ensemble 2E2M, dir. Paul Mefano
- 1991, Le rivage des transes, 2 pianos & 2 percussions, 15’30 - Commanditaire : Ville d’Orly - Création : 21 septembre 1992, Orly, Pascal Devoyon, François Kerdoncuff, Vincent Bauer, Luc Canjardjis
- 1989, Fantasia, 2 hautbois, basson & clavecin, 5’ - Commanditaire : État français
- 1983, Regards sur le jardin d’Eros, 2 violons, alto & violoncelle, 35’ - Création : 20 juin 1984, Radio France, Ami Flammer, Béatrice Gaugué-Natorp, Marie-Christine Witterkoer, Pierre Strauch

### Ensemble
- 2010, L’Amitié, basson solo, flûte, clarinette, guitare & contrebasse, 5′ - Dédicataire : Christophe Tessier - Création : 15 décembre 2010, Paris, Christophe Tessier, musiciens du CMA20
- 2007, Assemblages, 2 altos, 2 violons & 1 violoncelle, 17′ - Dédicataire & Commanditaire : Art, Culture et Tradition Saint Paul de Vence - Création : 8 mars 2008, Saint-Paul de Vence, Quatuor de Cannes
- 2005, Envoûtements VIII, 8 violoncelles, 18′ - Commanditaire : Festival de Beauvais - Création : 5 octobre 2005, Festival de Beauvais, Octuor de violoncelles de Beauvais
- 2005, Envoûtements VII, soprano, hautbois, basson, trompette, alto, violoncelle & contrebasse, 16’ - Commanditaire : Ensemble orchestral Contemporain - Création : 21 mai 2005, Festival Les Musiques de Marseille, Ensemble Orchestral Contemporain, dir Fabian Panisello
- 2003, Envoûtements VI, 6 percussionnistes, 17’ - Commanditaire : Festival Musica et les percussions de Strasbourg - Création : 8 octobre 2003, Festival Musica de Strasbourg, Les Percussions de Strasbourg
- 2001, Envoûtements V, guitare, 2 violon, alto & violoncelle, 13’30’’ - Commanditaire : Proquartet, Ars Musica et GMEM - Création : 2 mars 2002, Château de Fontainebleau, Caroline Delume, guitare et le quatuor Diotima
- 1995, La Musique nous vient d’ailleurs, 1.1.1.1.cor.2vl.1.1.1, 15’30’’ - Dédicataire : Huguette Giraud - Commanditaire : Radio France - Création : 27 avril 1996, Radio France, Ensemble Denojours, dir. Jean-Marie Adrien
- 1990, Le Rouge des profondeurs, clarinette, cor, percussion, synthétiseur, violon & violoncelle, 12’ - Dédicataire : Ensemble TM+ - Création : 14 mai 1991, Radio France, Ensemble TM+, dir. Laurent Cuniot
- 1988, L’Aube sur le désir, 2 flûtes, harpe, violon, alto & violoncelle, 18’ - Dédicataire & commanditaire : Charles Chaynes, Radio France - Création : 6 décembre 1988, Radio France, Pierre Yves Artaud, Nicolas Brochot, trio à cordes de Paris, dir. Suzanne Giraud
- 1987, Contrées d’un rêve, 2 flûtes, 2 clarinettes, 2 trompettes, 1 trombone, 2 perc, 1 piano(cél), cordes (1.1.1.1.1), 21’ - Dédicataire & commanditaire : Ensemble InterContemporain - Création : 14 décembre 1987, Paris Centre Pompidou, Ensemble Intercontemporain, dir. Kent Nagano
- 1985, L’offrande à Vénus, flûte (pic, flA), clarinette, percussion, harpe, 2 violons, alto & violoncelle, 6’45’’ - Création : 23 mai 1986, Paris, Centre Pompidou, Ensemble 2E2M, dir. Georges-Élie Octors
- 1984, Ergo sum, flûte, cor anglais, cor, 3 percussions, piano, 3 violons, 3 altos & 2 contrebasses, 17’ - Création : 1 février 1985, Paris Centre Pompidou, Ensemble de l’Itinéraire, dir. Farhad Mechkat
- 1983, Homo homini lupus, 3 flûtes, 3 clarinettes & 2 contrebasses, 15’ - Création : 18 août 1983, Sienne, Ensemble de l’Accademia Chigiana, dir. Alain Meunier

### Ensemble & musique vocale
- 2020, Le Concert, contre-ténor, théorbe, clavecin, violon baroque & viole de gambe, 6′40’’ - Création : 5 avril 2022, Auditorium Landowski
- 2017, Le Chant du Marais, récitant, soprano & violoncelle, 30′ - Livret : Pascal Quignard - Création : 21 avril 2017, Festival Raccord(s), Pascal Quignard, Marie Vialle, Maria Villanueva, Patrick Langot
- 2011, Johannisbaum, 2 sopranos, 1 mezzo-soprano & violoncelle, 13′ - Texte : Pascal Quignard - Dédicataire & commanditaire : Les Voix du Prieuré - Création : 8 juin 2011, Le Bourget-du-Lac, Chœur Bernard Tétu
- 2006, Rimbaud, mezzosoprano, flûte, alto & piano, 13′ - Texte : Arthur Rimbaud - Création : 16 mai 2009, à Paris, La Péniche-Opéra
- 2002, Au commencement était le Verbe, 12 voix mixtes & 6 percussionnistes, 23’ - Commanditaire : Noël en Alsace - Création : 21 décembre 2002, Guebwiller, Couvent de Dominicains, Chœur de chambre de Strasbourg & Percussions de Strasbourg, dir Catherine Bolzinger
- 1995, Œdipe, baryton-basse et 12 voix mixtes, hautbois, 2 clarinettes, 2 bassons, trompette & 2 trombones, 32′
- 1985, La dernière lumière, soprano et ensemble, 11′ - Texte : Ivan Goran Kovačić - Commanditaire : Ensemble l’Itinéraire - Création : 15 juin 1985, Festival de la Villa Medicis, Evelyne Razimowski, soprano ; Ensemble L’itinéraire, dir Yves PRIN

### Musique vocale
- 2016, Frère et sœur, chœur mixte – S1 S2 A1 A2 T1 T2 B1 B2, 5′30’’ - Texte : Michel Leiris - Commanditaire : ERDA accentus - Création : : 4 mai 2017, le Jeune Chœur de Paris
- 2012, Stances du revenant, chœur d’hommes, 8′ - Texte : Mary Shelley - Création : 8 octobre 2016 Chambéry, Espace Malraux – Chœur Britten, dir. Nicole Corti
- 2009, Psaume CXXXVII, chœur mixte (12 minimum), 17′ - Création : 20 juillet 2010, Bourges, Sequenza 9.3, dir Catherine Simonpietri

### Concerto
- 2016, La Rivière, basson solo & ensemble : flûte, clarinette, harpe, piano, violon, alto & violoncelle, 18′30’’ - Commanditaire : the Danish Chamber Players - Création : 31 mai 2017, Kumus, Danemark
- 2014, Le Dauphin, violon, flûte, clarinette, basson, harpe, piano, alto & violoncelle, 22′ - Dédicataire : Stéphane Tran Ngoc - Commanditaire : The Danish Chamber Players - Création : 2 août 2014, Nancyphonies
- 2007, Quatre Fluides, clarinette et orchestre à cordes, 16′ - Commanditaire : Orchestre d’Auvergne - Création : 18 décembre 2007, Clermont-Ferrand, Michel Lethiec, clarinette ; orchestre d’Auvergne dir. Arie Van Beek
- 2006, Stereo space concerto, piano, 2 flutes, clarinette, 2 cors, 2 percussions, 2 alto, 2 violoncelles & contrebasse, 21′ - Dédicataire : Dimitris Saroglou - Commanditaire : TM+ Création : 18 et 19 mai 2008, Nanterre et Saint-Denis-le-Ferment, TM+, Dimitris Saroglou, dir. Laurent Cuniot
- 2004, Concerto pour violoncelle, violoncelle et orchestre, 21′ - Dédicataire : Anne Gastinel - Commanditaire : M.N.L - Création : 1er février 2005, Annemasse, Anne Gastinel, Orchestre Pays de Savoie, dir. Graziella Contratto
- 2002, Qu’as-tu vu dans le vaste monde ? 2 trompettes piccolo, baryton, 2 hautbois, 2 bassons, percussion, clavier, 2 violons, alto, violoncelle & contrebasse, 11′ - Commanditaire : Radio France - Création : novembre 2002, France Musique & France Culture, Vincent Le Texier, Pierre Gillet, Ensemble Ars Nova, dir. Philippe Nahon
- 1991, Crier vers l’horizon, basson et ensemble, 10′ - Commanditaire : Ensemble Intercontemporain - Création : 25 février 1993, Paris IRCAM, Paul Riveaux, basson ; EIC, dir David Robertson

### Orchestre
- 2008, Écho réplique, petit orchestre, 15′ - Commanditaire : Orchestre d’Auvergne - Création : 18 mars 2008, Clermont-Ferrand, Orchestre d’Auvergne, dir. Jurjen HEMPEL
- 1999, To one in paradise, mezzosoprano et orchestre, 18’ - Dédicataire : A la mémoire de Gérard Rippe - Commanditaire : Radio France Création : 24 septembre 1999, Orchestre Philharmonique de Radio France, dir. Laurent Cuniot
- 1999, Décision/Indécision, orchestre à vents, 4 timbales, 7’ - Dédicataire : Nestor Draculescu - Commanditaire : Orchestre de Picardie - Création : 1er février 2000, Amiens, Orchestre de Picardie dir. Edmon Colomer
- 1998, Ton cœur sur la porte du ciel, orchestre, 17′ - Commanditaire : Musique Nouvelle en Liberté - Création : 12 mai 1998, Poitiers, Orchestre de Poitou-Charentes, dir. Louis Langrée
- 1984, Terre Essor, orchestre, 20’ - Commanditaire : Unesco - Enregistrement : 12 mai 1987, Radio France, Orchestre Philharmonique de Radio France, dir Michel Tabachnik - Création : décembre 1989 à La Haye, Residentie Orkest, dir Jean-Paul Penin

### Orchestre & chœur
- 2001, Jaffa, mezzosoprano, chœur et orchestre, 21’ - Dédicataire : d’après Bonaparte visitant les Pestiférés de Jaffa d’A.J. Gros - Commanditaire : Association des anciens internes des hôpitaux de Paris

### Œuvre pédagogique
- 2022, Liesse, 3 quintets et orchestre, 8′ - Commanditaire : Orchestre Français des Jeunes - Création : 11 décembre 2022, La Philharmonie de Paris, Orchestre Français des Jeunes, Dir Michael Schønwandt
- 2019, Les Enfants du Marais, récitant, 2 soprani, Alto, maîtrise d’enfants, orchestre (2 2 2 2 – 2 2 1 – 2 perc – 6 5 4 3 2), 50′ - Livret : Pascal Quignard - Commanditaire : Radio France - Création : 19 octobre 2019, Maison de la Radio et de la Musique, France, Pascal Quignard, Maya Villanueva, Elodie Fonnard, Pauline Sikirdji, Maîtrise de Radio France, dir Morgan Jourdain ; Orchestre Philharmonique de Radio France, dir Kornilios Michailidis
- 2018, Perpetuum Mobile, orchestre, 8′40 - Commanditaire : Philharmonie de Paris – Démos - Création : 22 juin 2019, Cité de la musique, Philharmonie de Paris – Démos Paris
- 2005, Le singe, la banquise et le téléphone portable, enfants, 4 violoncelles, 30′ - Commanditaire : Rencontres de Beauvais - Création : 10 mai 2005, Théâtre de Beauvais, École Claude Debussy et Violoncelles de l’Octuor de Beauvais
- 2005, Fables, récitant, chœur d’enfants et orchestre, 11′ - Texte : Jean de La Fontaine - Commanditaire : Orchestre National d’Ile-de-France - Création : 14 et 17 Janvier 2006, François Castang, récitant, Orchestre Nationale d’Ile-de-France, dir. Philippe Cambreling
- 1994, Non, peut-être, orchestre à cordes, 6.6.4.4.2, 12’ - Dédicataire : Adalbert-Gautier Hamman - Commanditaire : Ville d’Achères - Création : 30 octobre 1997, Toulouse Capitole, Orchestre de Chambre National de Toulouse, dir. Alain Moglia
- 1992, L’âge de colère, 3 flûtes, 3’30 - Création : 12 janvier 1993, Orléans, Trio d’Argent
- 1987, Promenade du soir, alto et piano, 3’ - Commanditaire : Editions Billaudot - Création : juin 1988, Paris, Pierre Henri Xuereb, B. Vaud

### Opéra
- 2008/2012, Caravaggio, mezzo-soprano, contre-ténor, ténor, baryton, basse, chœur de chambre, orchestre baroque/moderne, 2h15′ - Livret : Dominique Fernandez & Suzanne Giraud - Dédicataire/Commanditaire : Opera-théâtre de Metz-Métropole - Création : 6 avril 2012, Metz, Maria Riccarda Wesseling, Philippe Jaroussky, Anders J.Dahlin, Alain Buet, Luc Bertin-Hugault, Les Siècles, François-Xavier Roth, Chœurs de l’Opéra de Metz
- 2009, Neuf-cent-vingt-six et demi, opéra « de poche », 4 chanteurs & piano, 24′ - Livret : Jean-Nestor Debazille - Dédicataire & Commanditaire : MNL et La Péniche Opéra - Création : 1er février 2010, La Péniche Opéra, Paul-Alexandre Dubois, Christophe Crapez, Johann Le Roux, Amira Selim, Caroline Dubost
- 2004, Le Vase de parfums, 5 chanteurs, 20 instruments, 1h30' - Livret : Olivier Py - Dédicataire/Commanditaire : État français - Création : 6 octobre 2004, Nantes, Sandrine Sutter, Jean-Paul Bonnevalle, Mary Saint-Palais, EOC, A Sei Voci, dir Daniel Kawka, mise en scène et lumières  Olivier PY

## Discographie
- L’œil et le jour - Thierry Miroglio, percussions (décembre 1992, Salabert/MFA SCD9411) (OCLC 658575056)
- Bleu et ombre - Corrado Canonici, contrebasse ; Ombretta Macchi, voix (1995, Capstone Records CPS 8628) (OCLC 39337823) — avec d'autres œuvres de Luciano Berio, Luca Macchi, Daniel Kessner, Giacinto Scelsi, John Cage et Ron Mazurek.
- To one in paradise ; Envoûtements ; Envoûtements II ; Envoûtements III ; Envoûtements IV - Sylvie Sullé, mezzo soprano ; Clara Novakova, flûte ; Jean Geoffroy ; Irvine Arditti, violon ; Quatuor Arditti ; Ensemble 'accroche note' (F. Kubler, soprano; Armand Angster, clarinettes; E. Séjourné, percussions); Orchestre philharmonique de Radio France, dir. Laurent Cuniot (1999/2000, Musique française d'aujourd'hui, MFA/Radio France MFA 216037)[1] (OCLC 730153724)
- Voici la lune (1986) - Ivane Bellocq, flûte ; Kiyoko Okada, voix ; Martine Gagnepain, piano (2004, Galun Records SMG 3010004/1 04) (OCLC 271448374) — avec des œuvres de Maurice Ohana, Ivane Bellocq, Doina Rotaru, Sophie Lacaze et Thérèse Brenet.
- Épisode en forme d’oubli - Ensemble Latitudes : Stéphanie Carne, clarinette ; Dominique Lacomblez, marimba ; Axel Salles, contrebasse (2005, Triton TRI 331136)[2] (OCLC 492430169) — avec des œuvres de Claude Arrieu, Elsa Barraine, Mel Bonis et Florentine Mulsant.